# Jeremias Chitunda
Jeremias Kalandula Chitunda (20 de febrero de 1942 – 2 de noviembre de 1992) fue vicepresidente de la Unión Nacional para la Independencia Total de Angola (UNITA) hasta su asesinato en la llamada Masacre de Halloween, poco después de la primera ronda de las elecciones presidenciales angoleñas de 1992 que se celebraron los días 29 de septiembre y 30 de septiembre de ese mismo año. Era, por tanto, el segundo del partido UNITA, por debajo de Jonás Savimbi.

## Educación
Chitunda nació en Chimbuelengue y fue hijo de Emilio Chitunda y Rosalinda Kalombo. Asistió a los colegios de Chimbuelengue y de la Misión Dondi en Bela Vista antes de estudiar en el instituto João de Castro y en la escuela secundaria nacional de Huambo.Posteriormente recibió una beca para estudiar en la Universidad de Arizona, donde obtuvo el título de Ingeniero de Minas.

## Carrera política
Chitunda se trasladó desde Angola al entonces llamado Zaire debido a que temía ser arrestado por las autoridades coloniales portuguesas. Se unió a UNITA en 1966 y actuó como su representante en el sudoeste de Estados Unidos antes de ser ascendido a representante en Estados Unidos, en 1976. En agosto de 1986 fue nombrado vicepresidente de UNITA en el secto congreso del partido.

## Asesinato
En 1992, después de décadas de guerra entre UNITA y el gobernante MPLA, se programaron las primeras elecciones presidenciales. José Eduardo dos Santos recibió oficialmente el 49,57% de los sufragios, mientras que el líder de UNITA Jonás Savimbi obtuvo un 40,6%. Como ninguno de los dos candidatos superó el 50% de los votos, se abrió la segunda ronda de las elecciones, entre Dos santos y Savimbi.
Savimbi, junto a muchos otros observadores, dijo que las elecciones no habían sido limpias ni libres. Envió a Chitunda, entonces vicepresidente de UNITA y a Elias Salupeto Pena, asesor de UNITA, a Luanda para negociar los términos de la segunda ronda.
El proceso electoral se interrumpió el día 31 de octubre de 1992, cuando las tropas gubernamentales atacaron a UNITA. La población civil, que portaba pistolas que habían recibido de la policía unos días antes, llevó a cabo redadas casa por casa conjuntamente con la Policía de Intervención Rápida y asesinó a cientos de seguidores de UNITA. El gobierno introdujo a los civiles en camiones y los condujo al cementerio de Camma y al barranco de Morro da Luz, los dispararon y los enterraron en una fosa común. El día 2 de noviembre de 1992 los agresores asaltaron el convoy de Chitunda, sacaron a este y a otro miembro de UNITA del automóvil en el que iban y les dispararon en la cara.
La televisión pública angoleña mostró los cuerpos de Chitunda y Pena. A fecha de hoy, los cadáveres no han sido entregados a sus familias para ser sepultados y su paradero no ha sido revelado por el gobierno angoleño.